# Sœurs de Sainte-Anne de Turin
Les Sœurs de Sainte-Anne de Turin (en latin :  Instituti a Sancta Anna) sont une congrégation religieuse féminine enseignante et hospitalière de droit pontifical. 

## Historique
La congrégation est issue de l'œuvre de Tancrède Falletti, marquis de Barolo, et de son épouse (1782-1838) Juliette Colbert de Barolo qui ne peuvent avoir d'enfants. Ils ouvrent en 1835 leur demeure de campagne de Moncalieri à un groupe de jeunes orphelines qu'ils confient aux soins d'une communauté religieuse qu'ils fondent sous le nom de Sœurs de la Providence et qui se diffuse rapidement dans la province piémontaise. La communauté étend aussi son activité aux « femmes de mauvaise vie » et aux prisonnières.
C'est en 1862 qu'est élue la supérieure générale Marie Henriette Dominici (1829-1894), béatifiée le 7 mai 1978 par Paul VI. Elle ouvre sa congrégation aux missions en Inde (1870) ; elle donne un tel élan qu'elle est considérée à juste titre comme la cofondatrice de cette congrégation.
Les Sœurs de Sainte-Anne sont approuvées par le pape Grégoire XVI le 8 mars 1846. Leur dénomination originelle est d'abord modifiée en Sœurs de Sainte-Anne de la Providence, puis en 1972 en Sœurs de Sainte-Anne.

## Activités et diffusion
Les religieuses sont dédiées à l'instruction de la jeunesse et à l'assistance de l'enfance pauvre et abandonnée.
Elles sont présentes en :
- Europe : Italie, Royaume-Uni, Suisse.
- Amérique : Argentine, Brésil, États-Unis, Mexique, Pérou.
- Afrique : Cameroun.
- Asie : Inde, Philippines.

La maison généralice se trouve à Rome.
En 2017, la congrégation comptait 1194 sœurs dans 173 maisons.